# Internationale Luchthaven King Shaka
De internationale luchthaven King Shaka (King Shaka International Airport) is de nieuwe internationale luchthaven van de Zuid-Afrikaanse stad Durban. Haar naam verwijst naar de legendarische Zoeloekoning Shaka Zoeloe. Ze werd geopend op 1 mei 2010, een maand voor het wereldkampioenschap voetbal 2010. De luchthaven verving de Internationale Luchthaven Durban, die op dezelfde dag gesloten werd. De nieuwe luchthaven heeft overigens dezelfde IATA-luchthavencode als de vorige. De luchthaven wordt uitgebaat door ACSA (Airports Company South Africa).

## Ligging
De luchthaven ligt op ongeveer 35 kilometer ten noorden van Durban, nabij het kustplaatsje La Mercy in de provincie KwaZoeloe-Natal. Ze is verbonden met de nationale weg N2 door de snelweg M65.

## Statistieken
Vanwege een beveiligingsprobleem met de MediaWiki Graph-software is het momenteel niet mogelijk deze grafiek weer te geven. Zodra de software is bijgewerkt zal de grafiek vanzelf weer zichtbaar worden.

## Terminals
De passagierterminal ligt in het zuidwestelijk gedeelte van het luchthaventerrein. De terminal is zowel voor binnenlandse als voor internationale vluchten bedoeld. De oorspronkelijke capaciteit van de terminal is 7,5 miljoen passagiers per jaar, dit is 3 miljoen meer dan de oude luchthaven. De terminal kan in de toekomst indien nodig modulair uitgebreid worden. In het boekjaar 2011/2012 verwerkte de luchthaven ruim 5 miljoen passagiers.
De terminal voor het vrachtvervoer ligt aan de noordoostelijke zijde. Deze heeft een aanvangscapaciteit van 150.000 ton per jaar, maar is uitbreidbaar tot 1 miljoen ton/jaar.